# Länsi-Savo
Länsi-Savo är en finländsk dagstidning som utkommer i S:t Michel. 
Tidningen, som grundades 1889, var ursprungligen ungfinsk och konstitutionell och övertogs 1918 av Framstegspartiet, från vilket den dock fjärmade sig under de följande decennierna. Den var vid andra världskrigets utbrott ortens största tidning och blev 1963 den enda. Den är sjudagarstidning sedan 1965 och upplagan uppgick 2009 till 25 093 exemplar. 
Moderbolag i koncernen som utger Länsi-Savo är Länsi-Savo Oy (grundat 1888); bland dess övriga tidningar märks Itä-Savo i Nyslott. Koncernen sysselsatte 2010 drygt 300 heltidsanställda och 128 deltidsanställda (tidningsutdelare).